# پاندورا، پنجاب
پاندورا (به انگلیسی: Pandora) یک منطقهٔ مسکونی در پاکستان است که در پنجاب واقع شده‌است. پاندورا ۵۰۵ متر بالاتر از سطح دریا واقع شده‌است.